# Salix donggouxianica
Salix donggouxianica ist ein Strauch aus der Gattung der Weiden (Salix) mit meist 3,5 bis 4,5 Zentimeter langen Blattspreiten. Das natürliche Verbreitungsgebiet der Art liegt im Nordosten von China.

## Beschreibung
Salix donggouxianica wächst als bis zu 2 Meter hoher Strauch mit graubrauner, glatter Borke. Die Zweige sind dünn, kahl, gelblich und schwarz gefleckt. Junge Zweige sind gelbgrün. Die Knospen sind eiförmig und haben braungelbe, kahle Knospenschuppen. Die Laubblätter haben einen 1,5 bis 2 Millimeter langen, kahlen Blattstiel. Die Blattspreite ist linealisch-lanzettlich, 3,5 bis 4,5 Zentimeter lang und 7 bis 8 Millimeter breit. Der Blattrand ist leicht stumpf gesägt, die Blattbasis keilförmig, das Blattende spitz.
Die männlichen Blütenstände sind längliche bis kurz stielrunde, 1 bis 2 Zentimeter lange und 6 bis 7 Millimeter durchmessende Kätzchen. Der Blütenstandsstiel ist kurz und trägt ein oder zwei schuppenartige, kleine Blätter. Die Tragblätter sind rostrot, verkehrt-dreieckig, etwa 1 Millimeter lang, bewimpert und auf der Unterseite nahe der Basis zottig behaart. Das Blattende ist gestutzt. Männliche Blüten haben eine stielrunde, etwa 0,3 Millimeter lange adaxiale Nektardrüse. Die Staubblätter sind zusammengewachsen, der einzelne Staubfäden ist an der Basis zottig behaart, der Staubbeutel ist rot, eiförmig und vierfächrig. Die weiblichen Kätzchen sind stielrund, 1 bis 2,5 Zentimeter lang und haben einen Durchmesser von 3,5 bis 5 Millimetern. Die Tragblätter sind spatelförmig, etwa 1,4 Millimeter lang und auf der Unterseite nahe der Basis zottig bewimpert. Das Blattende ist fast gestutzt. Weibliche Blüten haben eine kurze, stielrunde, etwa 0,4 Millimeter lange Nektardrüse. Der Fruchtknoten ist eiförmig oder ellipsoid, 1,2 bis 1,5 Millimeter lang, flaumig behaart und kurz gestielt. Ein Griffel fehlt, die Narbe ist doppelt gelappt. Salix donggouxianica blüht im April, die Früchte reifen im Mai.

## Verbreitung und Ökologie
Das natürliche Verbreitungsgebiet liegt in der chinesischen Provinz Liaoning im Kreis Donggou. Dort wächst die Art in den Küstenebenen.

## Systematik
Salix donggouxianica ist eine Art aus der Gattung der Weiden (Salix) in der Familie der Weidengewächse (Salicaceae). Dort wird sie der Sektion Helix zugeordnet. Sie wurde 1984 von Fang Zhenfu im Bulletin of Botanical Research erstmals wissenschaftlich beschrieben. Synonyme der Art sind nicht bekannt.